# Fenicofílids
Els fenicofílids (Phaenicophilidae) són una família d'ocells formada per algunes espècies pròpies de l'illa de la Hispaniola que fins fa poc eren incloses als tràupids (Thraupidae) o considerades de difícil classificació (incertae sedis). La família ha estat reconeguda arran treballs com ara els de Barker et al. (2013 i 2015)

## Llistat de gèneres
Segons la classificació del Congrés Ornitològic Internacional (versió 11.1, 2021),aquesta família està formada per tres gèneres amb 4 espècies.
- Phaenicophilus, amb dues espècies.
- Xenoligea, amb una espècie: bosquerola muntanyenca de la Hispaniola (Xenoligea montana).
- Microligea, amb una espècie: bosquerola cuaverda (Microligea palustris).